# His Majesty, Bunker Bean
His Majesty, Bunker Bean è un film muto del 1918 diretto da William D. Taylor (William Desmond Taylor).
Il soggetto è tratto dal romanzo Bunker Bean di Harry Leon Wilson che venne adattato per il palcoscenico da Lee Wilson Dodd con il titolo His Majesty, Bunker Bean, andando in scena il 2 ottobre 1916. Il romanzo venne pubblicato a puntate sul Saturday Evening Post.
Ne fu fatto un remake nel 1925 con His Majesty, Bunker Bean di Harry Beaumont. Nel 1936, venne ripreso per un'altra trasposizione cinematografica, Bunker Bean, film diretto da William Hamilton e Edward Killy.

## Trama
Bunker Bean è un timido impiegato innamorato della figlia del boss. Ovviamente, non osa farsi avanti. Un giorno, però, si reca da un medium, che lo convince che lui è l'incarnazione di Napoleone e di un faraone egiziano: un vero leader.
La cosa lo elettrizza: tutto ringalluzzito, quando torna in ufficio, comincia a sfornare un'idea dietro l'altra con piglio decisionale e pieno di entusiasmo. E la cosa si riflette sulla sua carriera, facendolo diventare ben presto un uomo di successo.
Ma, quando si tratta di conquistare la sua bella, Bunker si rende conto che non avrà bisogno di ricorrere all'idea di essere stato un grand'uomo in una supposta vita precedente. Basta essere se stesso.

## Produzione
Il film fu prodotto dalla Famous Players-Lasky Corporation e dalla Oliver Morosco Photoplay Company.

## Distribuzione
Distribuito dalla Famous Players-Lasky Corporation e dalla Paramount Pictures, il film fu presentato da Jesse L. Lasky: uscì nelle sale cinematografiche statunitensi l'8 aprile 1918.